# Caroline Weber
Caroline Elizabeth Weber (née en 1969) est une autrice américaine et historienne de la mode. Elle est professeure de français et de littérature comparée au Barnard College de l'université Columbia. Son livre Proust's Duchess a été finaliste pour le prix Pulitzer de la biographie ou de l'autobiographie.

## Enfance et éducation
Caroline Weber est née en 1969. Elle a obtenu un diplôme en littérature à l'université Harvard suivi par un PhD en littérature française à Yale.

## Carrière
Après avoir obtenu son PhD, Caroline Weber a été engagée comme professeure adjointe en Langues romanes à l'université de Pennsylvanie. Durant ses années à cette université, elle a écrit Terror and its Discontents: Suspect Words and the French Revolution et elle a coédité Fragments of Revolution.
Après sept ans à l'université de Pennsylvanie, elle a été engagée comme professeure de français et littérature comparée à Columbia. En 2007, elle a publié Queen of Fashion: What Marie-Antoinette Wore to the French Revolution, dans lequel elle décrit la vie de Marie-Antoinette à partir de son arrivée en  France. Ce roman biographique étudie la façon dont Marie-Antoinette contrôlait son image par son autonomie en matière de mode.
Tout en faisant sa recherche pour le livre Proust's Duchess: How Three Celebrated Women Captured the Imagination of Fin-de-Siècle Paris, Weber a découvert un essai inconnu et un autre perdu de Marcel Proust sur la haute société parisienne. En effet, en dépouillant les archives personnelles de la comtesse Greffulhe, elle a découvert un manuscrit de Proust inachevé et jamais publié datant de 1902-1903, intitulé « Le salon de la Comtesse Greffulhe ». Le mari de la comtesse lui avait interdit de publier cet essai en raison de son contenu « vulgaire », injonction à laquelle elle s'était pliée de peur d'être battue. Caroline Weber a utilisé cet essai pour retracer les vies de trois femmes de la haute société qui ont servi de modèles à la duchesse de Guermantes, depuis l'enfance jusqu'à l'âge adulte, dans À la recherche du temps perdu.
Ce livre a été finaliste pour le prix Pulitzer de la biographie ou de l'autobiographie de 2019.

## Vie privée
Caroline Weber est mariée à l'économiste Paul Romer. Ils se sont mariés en 2018, à Stockholm, le jour même où Romer a reçu le prix Nobel d'économie.